# 晋州駅
晋州駅（チンジュえき）は、大韓民国慶尚南道晋州市にある、韓国鉄道公社慶全線の駅である。

## 駅構造
島式ホーム2面4線の地上駅。

### のりば
| ホーム | 路線   | 種別                            | 行先                                       | 備考           |
| ------ | ------ | ------------------------------- | ------------------------------------------ | -------------- |
| 1 - 4  | 慶全線 | KTX・ITX-セマウル・ムグンファ号 | 馬山・密陽・東大邱・大田・光明・ソウル方面 | 当駅始発・終着 |
| 1 - 4  | 慶全線 | ムグンファ号                    | 馬山・三浪津・亀浦・釜田・太和江・浦項方面 |                |
| 1 - 4  | 慶全線 | ムグンファ号                    | 順天・宝城・光州松汀・木浦方面             |                |

## 駅周辺
- 南海高速道路晋州IC
- 慶尚国立大学校加佐キャンパス
- 慶尚国立大学校付属高等学校
- 慶尚国立大学校付属中学校
- 慶南情報高等学校
- 加佐初等学校
- 開陽中学校
- 井村初等学校
- MBC慶南晋州本部
- CGV晋州

## 歴史
- 1925年6月1日：開業[1]。
- 2005年9月14日：車両整備庫が登録有形文化財に登録。
- 2012年10月23日：慶全線馬山 - 当駅間複線化、旧駅から南南東へ約4km離れた現位置に移転。
- 2012年12月5日：慶全線馬山 - 当駅間電化、ソウル・東大邱方面からのKTXの運行開始。

## 隣の駅
慶全線
班城駅 - 晋州駅 - 浣紗駅